# David Price Racing
David Price Racing (anche abbreviato in DPR) è un team motoristico britannico, fondato da David Price. La squadra ha preso parte a varie categorie motoristiche da quando fu fondato nel 1976. Al momento il team è in forza nel campionato GP2 Series. La squadra è stata venduta a Andre Herck, padre dell'attuale pilota Michael Herck, nell'Aprile 2009.

## Storia del team
La squadra corse inizialmente in piccole serie in Gran Bretagna negli anni settanta, incluse la F3 inglese e la Formula 1 Aurora. Molti piloti di Formula 1 hanno corso per il team, tra cui Nigel Mansell, Martin Brundle, Johnny Dumfries, e Tiff Needell. Con Dumfries, la David Price Racing è riuscita a vincere il British F3 Championship nel 1984. Il team cerca di espandersi anche nella F3 francese con Paul Belmondo.

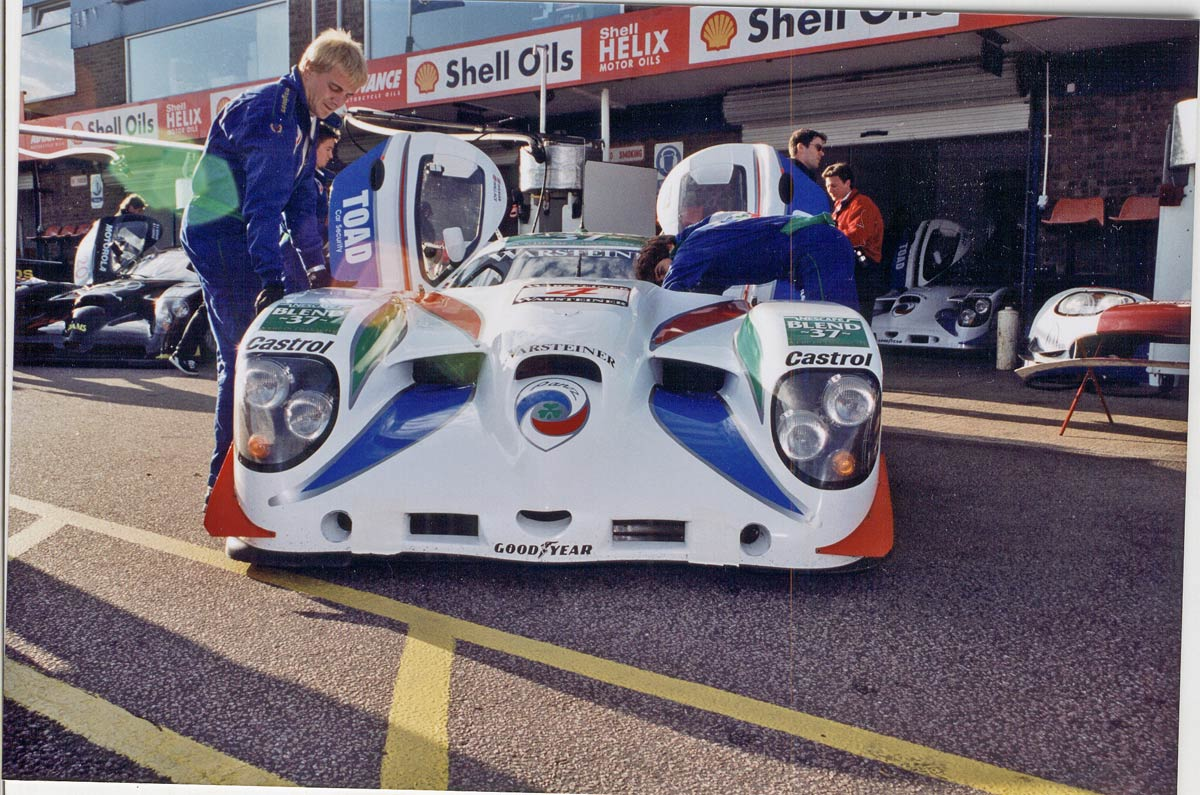
David Price Racing nel 1997, con una Panoz GTR-1 nel Campionato FIA GT.

Nel 1987, David Price si è spostato nel settore delle competizioni a ruote coperte per diventare team manager della Richard Lloyd Racing. Ciò gli valse un posto di lavoro alla Sauber-Mercedes nel 1988, aiutando la squadra a raggiungere la vittoria nel 1989 alla 24 ore di Le Mans con la Sauber C9. David Price è stato poi assunto da Nissan Motorsports Europa per eseguire il loro programma di auto sportive, prima di diventare direttore di gara alla Brabham in Formula Uno nel 1993.
David Price Racing ritorna alle competizioni nel 1995, disputando il BPR Global GT Series. Con uno dei tanti team della serie McLaren F1 GTR, ha vinto il campionato squadre nel primo anno di competizione con i piloti John Nielsen e Thomas Bscher. L'anno successivo si prende la terza vittoria nel campionato BPR.  David Price Racing poi è diventato il team europeo per la squadra Panoz, correndo col Esperante GTR-1 nel nuovo Campionato FIA GT, nonché sostenendo il primo team negli Stati Uniti.
.

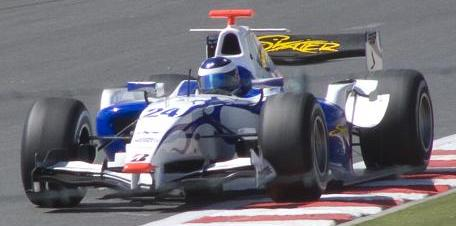
Michael Herck guida una DPR a Magny-Cours nella GP2 stagione 2008

Durante una breve pausa da Panoz, David Price Racing corre con una BMW V12 LM alla 24 Ore di Le Mans, finendo quinto. Il team torna di nuovo a sostenere la Panoz alla Le Mans Prototype in forza nella American Le Mans Series e alla Le Mans stessa. Dopo la stagione 2001, David Price Racing si prende una pausa. La squadra assiste brevemente alla MG nello sviluppo della XPower SV per il 2002.
Nel 2004, David Price Racing torna, ancora una volta a correre con delle monoposto. Il team corse nella Formula Renault V6 Eurocup, prima di trasferirsi nella nuova GP2 Series nel 2005, vincendo due gare con Olivier Pla. Il team cambia brevemente il suo nome in Direxiv nel 2006, prima di tornare al nome di David Price Racing nel 2007. Inoltre ha corso brevemente nell'A1 Grand Prix per il A1 Team USA durante la stagione 2005-06.

## GP2 Series

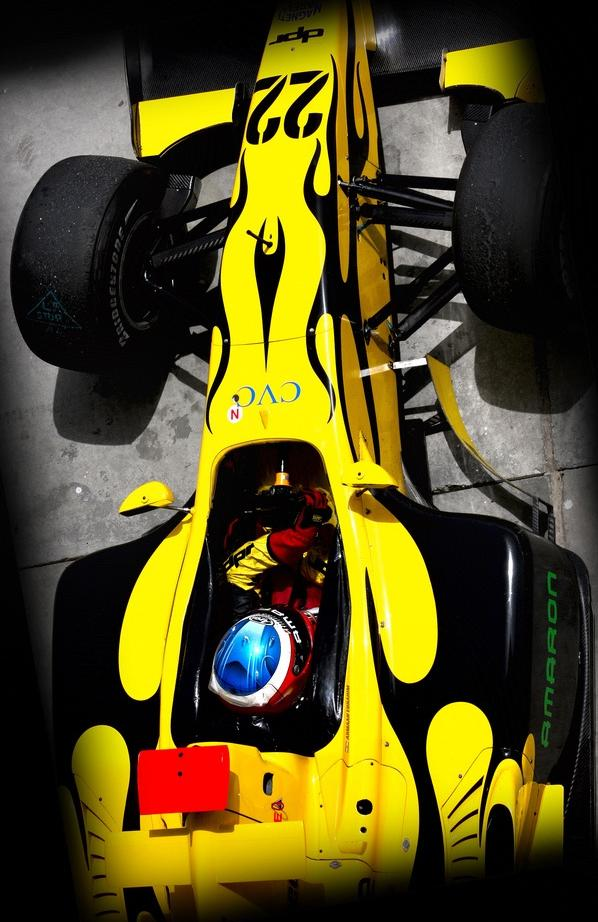
Armaan Ebrahim guida per il team DPR nella GP2 Asia Series 2008.

David Price Racing compete esclusivamente nella GP2 Series dal 2007, con i piloti Christian Bakkerud e Andy Soucek. Durante la stagione, David Price ha parlato più volte di una fusione con Carlin Motorsport, per fare un solo team di GP2, ma l'accordo è fallito, lasciando DPR a competere da solo.
| Risultati della GP2 Series | Risultati della GP2 Series | Risultati della GP2 Series | Risultati della GP2 Series | Risultati della GP2 Series | Risultati della GP2 Series | Risultati della GP2 Series | Risultati della GP2 Series | Risultati della GP2 Series |
| Anno                       | Vettura                    | Piloti                     | Vittorie                   | Poles                      | Giri veloci                | Punti                      | D.C.                       | T.C.                       |
| -------------------------- | -------------------------- | -------------------------- | -------------------------- | -------------------------- | -------------------------- | -------------------------- | -------------------------- | -------------------------- |
| 2005                       | Dallara-Mecachrome         | Olivier Pla                | 2                          | 0                          | 1                          | 20                         | 13°                        | 10°                        |
| 2005                       | Dallara-Mecachrome         | Ryan Sharp                 | 0                          | 0                          | 1                          | 2                          | 23°                        | 10°                        |
| 2005                       | Dallara-Mecachrome         | Giorgio Mondini            | 0                          | 0                          | 0                          | 0                          | 26°                        | 10°                        |
| 2007                       | Dallara-Mecachrome         | Andy Soucek                | 0                          | 0                          | 0                          | 15                         | 16°                        | 12°                        |
| 2007                       | Dallara-Mecachrome         | Christian Bakkerud         | 0                          | 0                          | 0                          | 0                          | 34°                        | 12°                        |
| 2007                       | Dallara-Mecachrome         | Olivier Pla                | 0                          | 0                          | 0                          | 0                          | 35°                        | 12°                        |
| 2008                       | Dallara-Mecachrome         | Michael Herck              | 0                          | 0                          | 0                          | 0                          | 20°                        | 13°                        |
| 2008                       | Dallara-Mecachrome         | Giacomo Ricci              | 4                          | 0                          | 0                          | 0                          | 31°                        | 13°                        |
| 2008                       | Dallara-Mecachrome         | Andy Soucek†               | 2                          | 0                          | 0                          | 1                          | 14°                        | 13°                        |
| 2008                       | Dallara-Mecachrome         | Diego Nunes                | 0                          | 0                          | 0                          | 3                          | 22°                        | 13°                        |

- D.C. = Posizione nel campionato piloti, T.C. = Posizione nel campionato team.
† = I punti del pilota includono i risultati ottenuti anche con altri team.

## Altri risultati
| A1 Grand Prix Results | A1 Grand Prix Results | A1 Grand Prix Results | A1 Grand Prix Results | A1 Grand Prix Results | A1 Grand Prix Results | A1 Grand Prix Results | A1 Grand Prix Results |
| Anno                  | Vettura               | Team                  | Vittorie              | Poles                 | Giri veloci           | Punti                 | T.C.                  |
| --------------------- | --------------------- | --------------------- | --------------------- | --------------------- | --------------------- | --------------------- | --------------------- |
| 2005-06               | Lola-Zytek            | A1 Team USA           | 0                     | 0                     | 0                     | 23                    | 16#                   |

| Formula Renault V6 Eurocup | Formula Renault V6 Eurocup | Formula Renault V6 Eurocup | Formula Renault V6 Eurocup | Formula Renault V6 Eurocup | Formula Renault V6 Eurocup | Formula Renault V6 Eurocup | Formula Renault V6 Eurocup | Formula Renault V6 Eurocup |
| Anno                       | Vettura                    | Piloti                     | Vittorie                   | Poles                      | Giri veloci                | Punti                      | D.C.                       | T.C.                       |
| -------------------------- | -------------------------- | -------------------------- | -------------------------- | -------------------------- | -------------------------- | -------------------------- | -------------------------- | -------------------------- |
| 2004                       | Tatuus-Renault V4Y RS      | Robert Bell                | 0                          | 2                          |                            | 156                        | 5°                         | 8°                         |
| 2004                       | Tatuus-Renault V4Y RS      | Hayanari Shimoda           | 0                          | 0                          |                            | 73                         | 13°                        | 8°                         |

| 24 Ore di Le Mans | 24 Ore di Le Mans | 24 Ore di Le Mans | 24 Ore di Le Mans | 24 Ore di Le Mans           | 24 Ore di Le Mans                       | 24 Ore di Le Mans | 24 Ore di Le Mans | 24 Ore di Le Mans | 24 Ore di Le Mans | 24 Ore di Le Mans |
| Anno              | Classe            | No                | Gomme             | Vettura                     | Piloti                                  | Pole              | Giro veloce       | Giri              | Pos.              | Pos. Classe       |
| ----------------- | ----------------- | ----------------- | ----------------- | --------------------------- | --------------------------------------- | ----------------- | ----------------- | ----------------- | ----------------- | ----------------- |
| 1999              | LMP               | 18                | Y                 | BMW V12 LM BMW S70 6.0L V12 | Thomas Bscher Bill Auberlen Steve Soper | no                | no                | 345               | 5°                | 4°                |

| Campionato FIA GT results | Campionato FIA GT results | Campionato FIA GT results                  | Campionato FIA GT results    | Campionato FIA GT results | Campionato FIA GT results | Campionato FIA GT results | Campionato FIA GT results | Campionato FIA GT results |
| Anno                      | Classe                    | Vettura                                    | Piloti                       | Vittorie                  | Poles                     | Giri veloci               | Punti                     | T.C.                      |
| ------------------------- | ------------------------- | ------------------------------------------ | ---------------------------- | ------------------------- | ------------------------- | ------------------------- | ------------------------- | ------------------------- |
| 1997                      | GT1                       | Panoz Esperante GTR-1 Ford (Roush) 6.0L V8 | David Brabham Perry McCarthy | 0                         | 0                         | 0                         | 4                         | 6°                        |

| BPR Global GT Series results | BPR Global GT Series results | BPR Global GT Series results | BPR Global GT Series results | BPR Global GT Series results | BPR Global GT Series results | BPR Global GT Series results | BPR Global GT Series results | BPR Global GT Series results |
| Anno                         | Classe                       | Vettura                      | Piloti                       | Vittorie                     | Poles                        | Giri veloci                  | Punti                        | T.C.                         |
| ---------------------------- | ---------------------------- | ---------------------------- | ---------------------------- | ---------------------------- | ---------------------------- | ---------------------------- | ---------------------------- | ---------------------------- |
| 1995                         | GT1                          | McLaren F1 GTR               | Thomas Bscher John Nielsen   | 2                            | 2                            | 3                            | 252                          | 1°                           |
| 1996                         | GT1                          | McLaren F1 GTR               | Thomas Bscher John Nielsen   | 2                            | 0                            | 0                            | 174                          | 3°                           |

- D.C. = Posizione nella classifica piloti, T.C. = Posizione nella classifica team.